# 乌勒齐赛汗·恩赫图布辛
乌勒齐赛汗·恩赫图布辛（1958年10月30日—），蒙古族，蒙古国库苏古尔省人，蒙古国政治人物。

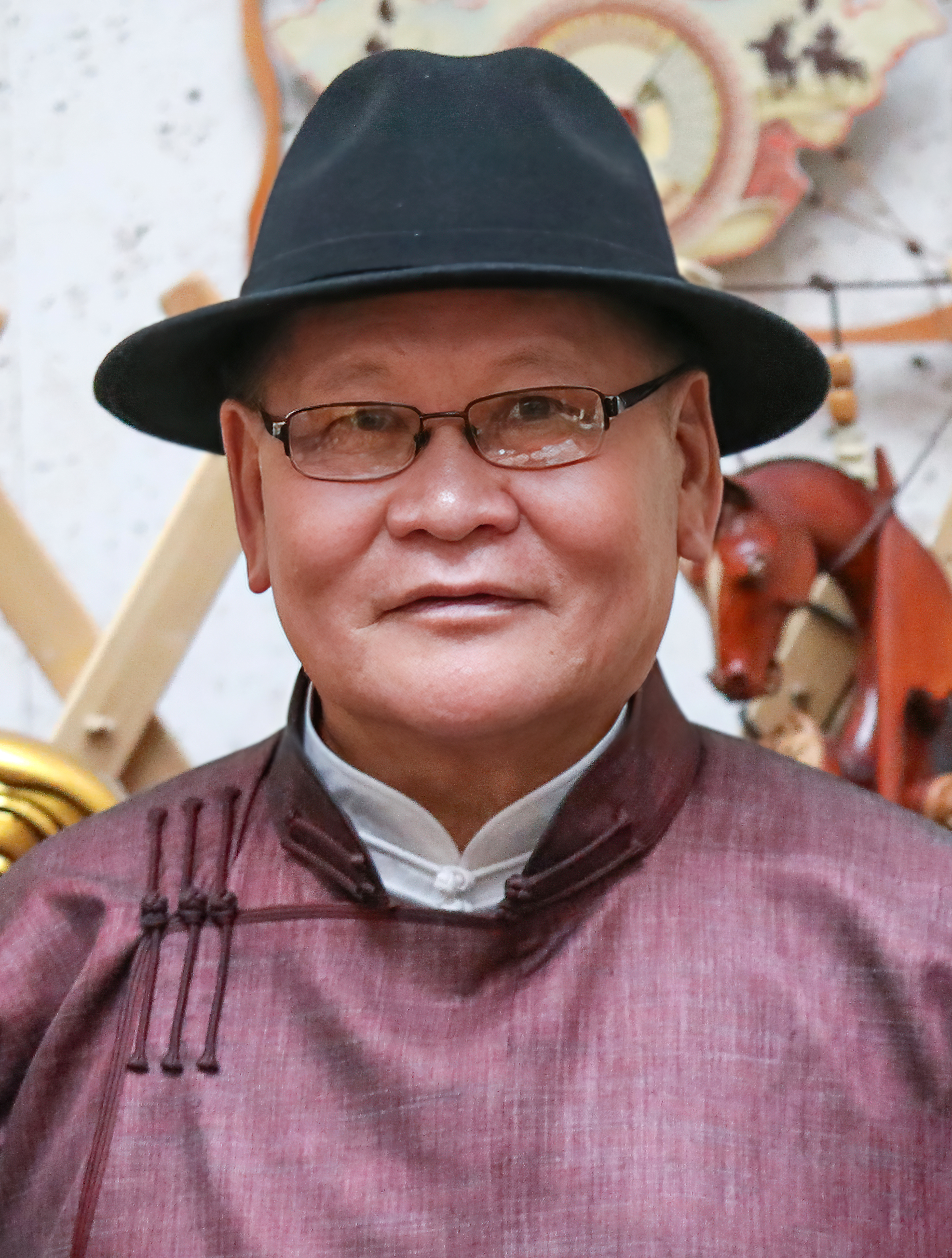
乌勒齐赛汗·恩赫图布辛

## 生平
1976年，恩赫图布辛毕业于蒙古人民共和国库苏古尔省木伦十年制中学，1980年毕业于蒙古国立大学历史专业，1989年毕业于苏共中央社会学院，为历史学博士。
1980年起，恩赫图布辛在蒙古人民革命党中央委员会社会学院任职。1990年起，历任《人民权利报》议会评论员、处长、责任秘书长等职务。1995年到1996年，恩赫图布辛任蒙古国广播电视局局长。1996年到1997年，恩赫图布辛担任乌兰巴托市蒙古人民革命党主席。1996年到1997年，担任蒙古《真理报》社长。1996年到2005年，恩赫图布辛任蒙古人民革命党书记。2000年到2004年，恩赫图布辛当选为议员，并任政府办公厅主任。2006年到2007年，恩赫图布辛任教育文化科学部部长。2008年、 2012年，恩赫图布辛先后两次当选为议员。
2012年7月25日，恩赫图布辛当选为蒙古人民党主席。
恩赫图布辛于2001年获得“劳动功勋红旗奖章”。